# 滴水洞
滴水洞（てきすいどう）は、中華人民共和国湖南省湘潭市韶山市の観光スポット。毛沢東故居に隣接した位置に所在する。

## 沿革
- 1986年、国内外観光客にも一般公開される。

## ギャラリー
- 入口
- 山泉
- 水池
- 路
- 石虎
- 毛沢東の寝室